# Kecamatan Pujungan
Kecamatan Pujungan (indonesiska: Pujungan) är ett distrikt i Indonesien.   Det ligger i provinsen Kalimantan Utara, i den nordvästra delen av landet, 1 400 km nordost om huvudstaden Jakarta.